# Czarna seria polskiego dokumentu
Czarna seria polskiego dokumentu – formacja artystyczna obecna w polskim filmie dokumentalnym w latach 1955–1957, której twórcy próbowali przezwyciężyć tradycję kina przedwojennego oraz zlikwidować opresyjną i dogmatyczną poetykę socrealizmu. Dokumentaliści „czarnej serii” dążyli do krytycznego oglądu współczesnej rzeczywistości i jego zderzeniu z oficjalnie propagowaną wizją świata. Reżyserzy nurtu zamierzali na fali październikowej odwilży odreagować dotychczasową, zafałszowaną poetykę przedstawiania rzeczywistości.
Za formacyjny początek nurtu uznaje się film Uwaga, chuligani! (1955) Jerzego Hoffmana i Edwarda Skórzewskiego, absolwentów moskiewskiej szkoły WGiK. Do grona twórców nurtu należeli również na przykład inni absolwenci zagranicznych szkół: reżyser Jerzy Ziarnik (Miasteczko, 1956) oraz operator Stanisław Niedbalski, współpracujący z reżyserami Kazimierzem Karabaszem i Władysławem Ślesickim, którzy znani są z dwóch filmów „czarnej serii” (Gdzie diabeł mówi dobranoc, 1956; Ludzie z pustego obszaru, 1957).
Ustawicznie w „czarnej serii” pojawiał się stały repertuar podejmowanych problemów społecznych, z którymi władza komunistyczna sobie nie radziła lub je tuszowała: szalejącej chuliganerii i przyzwolenia na przemoc (Uwaga, chuligani!), zaniedbania dzieci (Dzieci oskarżają, 1956, Hoffmana i Skórzewskiego), zrujnowanych i zbiedniałych dzielnic Warszawy (Gdzie diabeł mówi dobranoc, Dzieci z pustego obszaru), prostytucji (Paragraf zero, 1957, Włodzimierza Borowika), chaosu architektonicznego (Lubelska starówka, 1956, Bohdana Kosińskiego), czarnego rynku (Miasteczko), powszechnej biedy (Warszawa 1956, 1956, Jerzego Bossaka), fiaska projektu podkrakowskiej Nowej Huty (Miejsce zamieszkania, 1957, Maksymiliana Wrocławskiego). „Czarna seria” wprowadziła również elementy ikonograficzne nieistniejące w dokumentach socrealistycznych: rock and roll oraz jazz – mimo że oceniała je jednoznacznie negatywnie.
Filmy „czarnej serii”, pomimo nowatorstwa technicznego oraz przełamania poprzednich konwencji polskiego dokumentu, z czasem oskarżane były o: plakatowość (obecną zwłaszcza w filmach Hoffmana i Skórzewskiego), unikanie przedstawiania rzeczywistości politycznej (w odróżnieniu od społecznej), brak jakiegokolwiek rozliczenia ze stalinowskim aparatem represji, jednoznacznie pozytywne przedstawienie Milicji Obywatelskiej jako „stróżów porządku”, wreszcie zaś – o wciąż nachalną treść propagandową (z obowiązkowym komentarzem z offu). W następstwie wyczerpania formuły estetycznej nurt zamarł, zwłaszcza w obliczu wyłaniania się szkoły Karabasza.